# Reggada
Reggada (Arabisch: الرڭادة, Tamazight: ⴰⵔⴳⴳⴰⴷⴰ) is een traditionele muziek‑ en dansstijl afkomstig uit het noordoosten van Marokko, met name uit de provincies Oujda, Berkane en Taourirt in het Rifgebergte. Het genre is nauw verbonden met de Amazigh cultuur van de Beni Znassen‑stammen.

## Oorsprong en geschiedenis

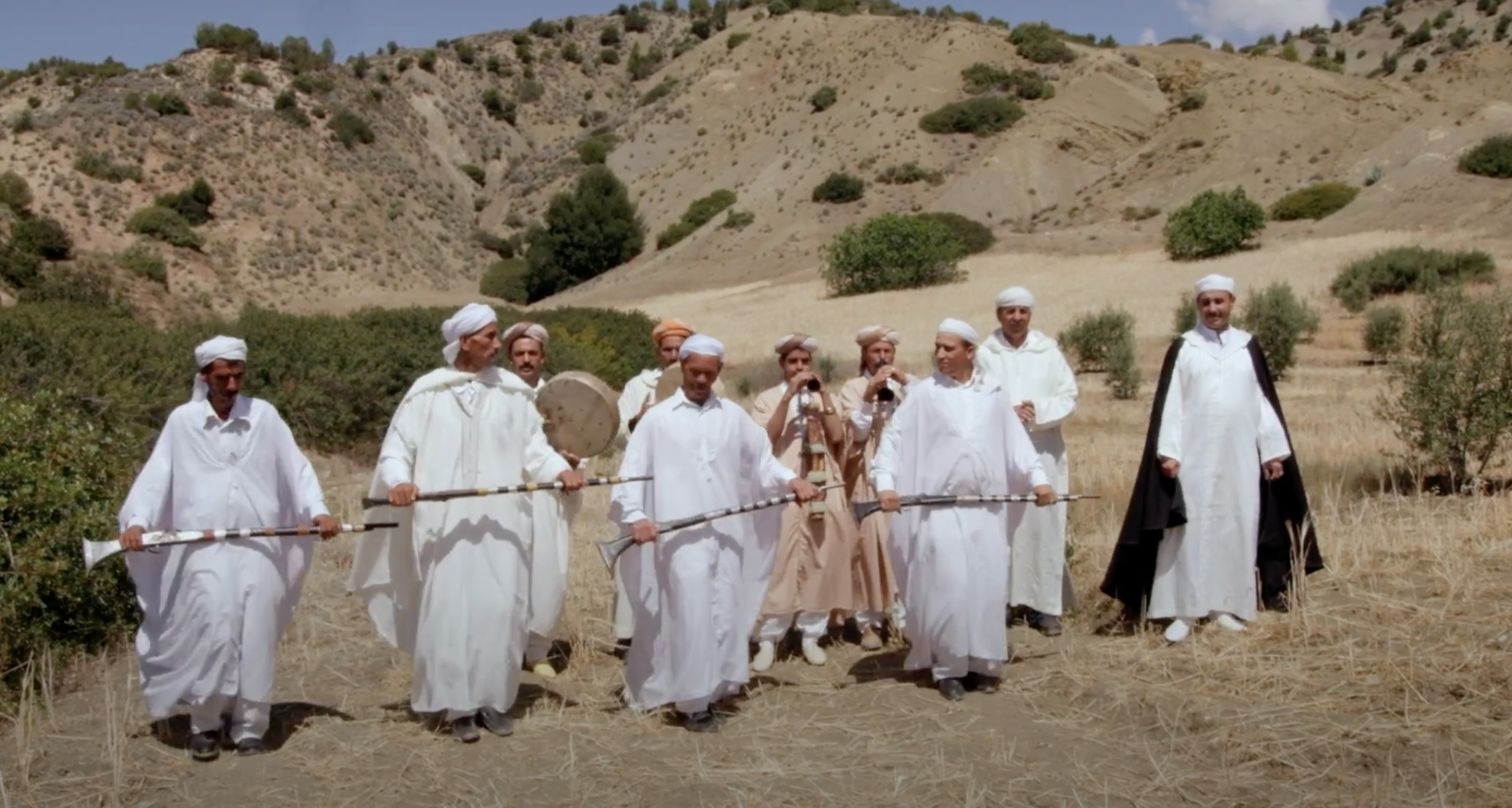

Reggada heeft zijn oorsprong in oorlogsdansen als Aarfa en Allaoui, uitgevoerd om militaire overwinningen te vieren. Tijdens deze dansen gebruikte men schouderbewegingen, stampende voeten en wapens (stokken of geweren) als ritueel, symbool van kracht en behendigheid 
De naam komt waarschijnlijk van het dorp Aïn Reggada (ook wel Tala-n-Areggada) in Berkane, waar deze dansvorm verankerd is.
Vanaf de jaren 1980 werd Reggada gemoderniseerd met synthesizers en moderne instrumenten, waardoor het genre breder toegankelijk werd buiten zijn oorspronkelijke context.

## Muziek en instrumenten
Reggada-muziek combineert traditionele en moderne instrumenten:
- Traditioneel: bendir/adjounn (lijsttrommel), ghaita (rietinstrument), zamar (ritsfluit), gallal, tamja (rietfluit)
- Modern: synthesizer, vaak ingezet vanaf de jaren '80 voor extra ritme en melodieuze lagen   Het repertoire omvat zowel instrumentale stukken als zangteksten over liefde, emotie, strijd en dagelijks leven

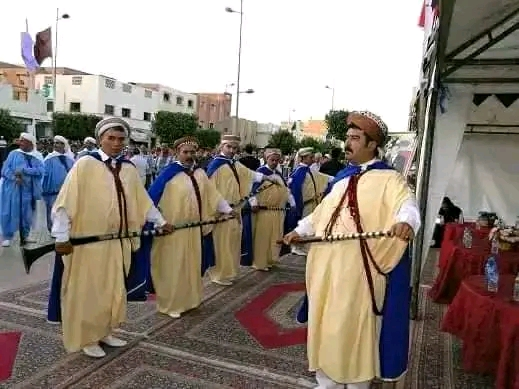

## Dans
De Reggada-dans is levendig en fysiek, waarbij dansers ritmisch voortschuivende schouderbewegingen maken, stampen op de maat van de muziek en heftig voeten op de grond zetten, soms met een geweer of stok als symbolisch wapen.
Een groepsleider of ‘sheikh’ coördineert de uitvoering en zorgt voor synchroniciteit en ritmisch samenspel .

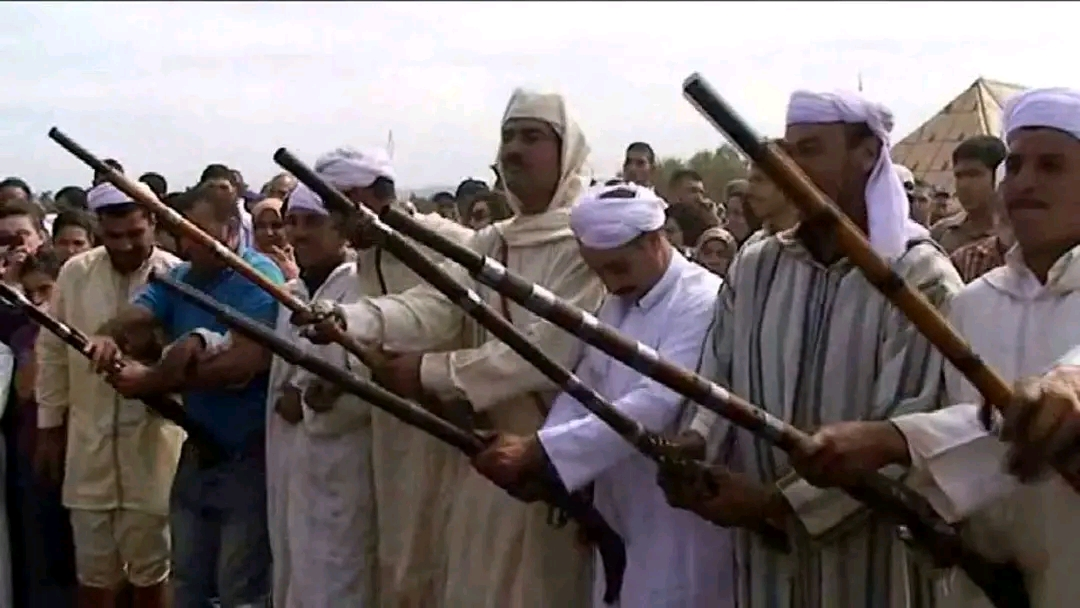

## Verspreiding en populariteit
De Reggada komt voor in de provincies Oujda, Berkane, Taourirt, maar ook in Nador, Taza, Guercif en Al Hoceima.
Wat oorspronkelijk regionaal was, is uitgegroeid tot nationale en internationale populariteit, mede dankzij diaspora‑gemeenschappen in Europa.

## Relatie tot andere genres
Reggada is verwant aan andere oorlogsdans-tradities in Noord-Afrika, zoals Aarfa en Allaoui, maar onderscheidt zich door zijn moderne instrumentatie en synthesizergebruik. Het beïnvloedt en wordt beïnvloed door genres als chaâbi en aïta.